# Le Génie du feu
Le Génie du feu er en fransk stumfilm fra 1908 af Georges Méliès.